# Postplatyptilia nielseni
Postplatyptilia nielseni là một loài bướm đêm thuộc họ Pterophoridae. Nó được tìm thấy ở Argentina.
Sải cánh dài 16–18 mm. Con trưởng thành bay từ tháng 12 đến tháng 2.